# Sam Treiman
Sam Bard Treiman (* 27. Mai 1925 in Chicago, Illinois; † 30. November 1999 in New York City) war ein US-amerikanischer theoretischer Physiker.

## Biographie

### Lebenslauf
Treiman wuchs als Sohn jüdischer Einwanderer aus Litauen und Russland in Chicago auf. Er studierte ab 1942 Chemieingenieurwesen an der Northwestern University und, unterbrochen vom Wehrdienst im Zweiten Weltkrieg, in dem er Radaranlagen im Pazifik reparierte, Physik an der University of Chicago (damals eine berühmte Schule von Elementarteilchenphysikern unter Leitung Enrico Fermis), wo er 1952 bei John Alexander Simpson promoviert wurde. Danach war er Instructor an der Princeton University (hier war er 1957 Doktorvater von Steven Weinberg, dessen Dissertation Aspekte der Renormierungstheorie behandelte), 1958 Associate Professor und 1963 Professor. Ab 1977 war er dort Eugene V. Higgins Professor für Physik. Von 1981 bis 1987 war er Leiter der Physik-Fakultät in Princeton. 1998 emeritierte er.
Treiman war seit 1952 mit der Psychologin Joan Little (einer Schülerin von Bruno Bettelheim) verheiratet und hatte drei Kinder. Er starb 1999 an Leukämie.

### Forschung
Treiman beschäftigte sich vor allem mit Elementarteilchenphysik, wobei er nahe an den Experimenten blieb und neue experimentelle Überprüfungen vorschlug. Er begann mit der Untersuchung von Elementarteilchen in kosmischer Strahlung, u. a. von Zerfällen von K-Mesonen über die schwache Wechselwirkung. Nach der Entdeckung der Paritätsverletzung in der schwachen Wechselwirkung 1957 analysierte er mit John David Jackson und Wyld den Betazerfall unter diesem Aspekt neu und schlug Experimente zum Auffinden einer möglichen Verletzung der Zeitumkehrinvarianz vor. Nach ihm und Marvin Goldberger ist die Goldberger-Treiman-Relation benannt, die die Zerfallsrate des geladenen Pions{\displaystyle \,f_{\pi }} in der schwachen Wechselwirkung in Elektron bzw. Myon und entsprechendes Neutrino mit der Masse des Pions {\displaystyle \,m_{\pi }}, der schwachen axialen Kopplungskonstante {\displaystyle \,g_{A}} (gemessen im Betazerfall) und der Pion-Nukleon-Kopplungskonstante der starken Wechselwirkung g in Beziehung setzt: {\displaystyle \,gf_{\pi }=m_{\pi }g_{A}} (experimentell etwa mit 10 % Genauigkeit erfüllt). Dies führte zur PCAC (Partially conserved axial vector current) Hypothese der näherungsweisen chiralen Symmetrie in der starken Wechselwirkung, die in den 1960er Jahren im Rahmen der „Stromalgebra“ zu vielen Vorhersagen führte, wie die Callan-Treiman-Relationen 1966 im K-Mesonen-Zerfall durch Curtis Callan und Treiman selbst oder die Adler-Weisberger-Relationen (durch Treimans Schüler Stephen Adler). Mit David Gross untersuchte er 1971 das (zuvor bei tiefinelastischer Streuung beobachtete) Scaling-Verhalten in Theorien mit Austausch von Gluonen als Vektormesonen, ein Vorläufer der späteren genaueren Analyse in der Quantenchromodynamik. 1972 schlug er mit Abraham Pais einen Test für das Vorhandensein neutrale Ströme in der elektroschwachen Theorie vor. Er schrieb auch mit Frank Wilczek, Toussaint und Anthony Zee eine frühe Arbeit über eine mögliche Erklärung der Baryonenasymmetrie im Universum aus der beobachteten CP-Verletzung.

### Auszeichnungen
Treiman wurde 1959 Sloan Research Fellow. Er war Mitglied der National Academy of Sciences, der American Academy of Arts and Sciences und der American Philosophical Society. 1995 erhielt er die Oersted Medal für seine Leistungen in der Lehre. Zu seinen Doktoranden zählten Steven Weinberg, Curtis Callan, Stephen Adler, Glennys Farrar, Kazuo Fujikawa, Jonathan Rosner, Nicola Khuri und Y. S. Kim.

### Funktionen
Er war Berater der US-Regierung (z. B. in Plasmaphysik, Physikunterricht und strategischer Planung) und Mitglied der JASON Defense Advisory Group. Ab 1970 baute er die Theoriegruppe am neu gegründeten Fermilab auf.

## Schriften
- The Odd Quantum. Princeton University Press, 1999.
- A Life in Particle Physics. Autobiographie. In: Annual Review Nuclear Particle Physics. Band 46, 1996, S. 1.